# Annopole (Złotów)
Pour les articles homonymes, voir Annopole.
Annopole (prononciation : [annɔˈpɔlɛ]) est un village polonais de la gmina de Tarnówka dans le powiat de Złotów de la voïvodie de Grande-Pologne dans le centre-ouest de la Pologne.
Il se situe à environ 8 km à l'est de Tarnówka (siège de la gmina), 7 km au sud-ouest de Złotów (siège du powiat), et à 104 km au nord de Poznań (capitale de la Grande-Pologne).

## Histoire
De 1975 à 1998, le village faisait partie du territoire de la voïvodie de Piła.

Depuis 1999, Annopole est situé dans la voïvodie de Grande-Pologne.
Le village possède une population de 80 habitants en 2006.